# Satz von Richert
Der Satz von Richert (englisch theorem of H.-E. Richert) ist ein mathematischer Lehrsatz aus dem Gebiet der Zahlentheorie, der von dem  Mathematiker Hans-Egon Richert (1924–1993) im Jahr 1949 vorgelegt wurde. Der Satz behandelt die Frage der Summendarstellung von natürlichen Zahlen durch Primzahlen und gab Anlass zu einer Anzahl weiterführender Untersuchungen.

## Formulierung des Richert'schen Satzes
Der Satz lässt sich folgendermaßen formulieren:
Jede natürliche Zahl {\displaystyle >6} lässt sich als Summe von verschiedenen Primzahlen darstellen.
Mit anderen Worten:
Ist  {\displaystyle N\in \mathbb {N} } und {\displaystyle N>6}, so existieren stets ein {\displaystyle n\in \mathbb {N} } und ein Tupel {\displaystyle (p_{1},\ldots ,p_{n})} von {\displaystyle \,n\,} paarweise verschiedenen Primzahlen, so dass die Summendarstellung {\displaystyle N=p_{1}+\ldots +p_{n}} gegeben ist.

## Beispiele
Folgende Beispiele für den Zahlbereich unterhalb von {\displaystyle 20} lassen sich nennen:
- {\displaystyle 7=2+5}
- {\displaystyle 8=3+5}
- {\displaystyle 9=2+7}
- {\displaystyle 10=3+7}
- {\displaystyle 11=11}[A 1]
- {\displaystyle 12=5+7}
- {\displaystyle 13=2+11}
- {\displaystyle 14=3+11}
- {\displaystyle 15=3+5+7}[A 2]
- {\displaystyle 16=5+11}
- {\displaystyle 17=2+3+5+7}
- {\displaystyle 18=7+11}
- {\displaystyle 19=3+5+11}

## Verschärfungen
Bei Hinzunahme weiterer Bedingungen lässt sich der Richert'sche Satz verschärfen:
Jede natürliche Zahl {\displaystyle \geq 10} lässt sich als Summe von verschiedenen ungeraden Primzahlen darstellen. Wird jedoch auch die Primzahl {\displaystyle 2} zugelassen, so ist jede natürliche Zahl {\displaystyle \geq 12} sogar als Summe von zwei oder mehr verschiedenen Primzahlen darstellbar.
Im Jahre 1974 legten die drei Mathematiker Robert E. Dressler, Andrzej Mąkowski und S. Thomas Parker eine Arbeit vor, wonach bei Einschränkung des Zahlbereichs weitere Präzisierungen hinsichtlich der {\displaystyle {\bmod {12}}}-Kongruenzklassen der benutzten Primzahlen möglich sind:
Sei {\displaystyle \,a\in \{1,5,7,11\}\,} und sei dazu
{\displaystyle L(a):=\left\{{\begin{matrix}1969&&{\text{falls }}n=1\\1349&&{\text{falls }}n=5\\1387&&{\text{falls }}n=7\\1475&&{\text{  falls }}n=11\\\end{matrix}}\right.}
Dann gilt:
Für jede dieser vier Zahlen {\displaystyle a} ist jede beliebige natürliche Zahl {\displaystyle >L(a)} stets als Summe von verschiedenen Primzahlen der Form {\displaystyle \,12k+a\,\,\left(k\in \mathbb {N} \right)\,} darstellbar.

## Weitere Resultate
Im Jahre 1976 lieferten Robert E. Dressler, Louis Pigno und Robert Young einen verwandten Satz, wonach die in den obigen Sätzen behandelte Frage der Summendarstellung auf Summen von Quadraten verschiedener Primzahlen übertragbar ist. Es gilt nämlich:
Jede natürliche Zahl {\displaystyle \,>17163\,} ist als Summe von Quadraten paarweise verschiedener Primzahlen darstellbar.
Dieser Satz basiert auf einem von Hans-Egon Richert im Jahre 1949 vorgelegten Lemma sowie auf der von Dressler, Pigno und Young formulierten Ungleichung {\displaystyle {p_{i+1}}^{2}\leq 2\cdot {p_{i}}^{2}\,(i=5,6,7,\ldots )\,}, welche ab der fünften Primzahl {\displaystyle \,p_{5}=11\,} Gültigkeit hat. Weiter zu nennen ist in diesem Zusammenhang auch der ein verwandter Satz, der auf eine Arbeit des Mathematikers Roland Sprague (1894–1967) aus dem Jahre 1948 zurückgeht und wie folgt lautet:
Jede natürliche Zahl {\displaystyle \,>128\,} ist als Summe von verschiedenen Quadratzahlen darstellbar.

## Partition in verschiedene Primzahlen
Mit dem Richert'schen Satz verbunden ist die Frage nach der Anzahl der Möglichkeiten, eine natürliche Zahl {\displaystyle \,n=0,1,2,3,4,\ldots \,} als Summe von paarweise verschiedenen Primzahlen darzustellen, wobei die Reihenfolge dieser Summanden ohne Belang sein soll. Auf diesem Wege ergibt sich die Zahlenfolge all dieser Anzahlen, die man mit {\displaystyle (P^{d}\left(n\right)_{n\in \mathbb {N} _{0}}} bezeichnet.
Diese Zahlenfolge beginnt mit folgenden Anzahlen:
{\displaystyle (P^{d}\left(n\right))_{n\in \mathbb {N} _{0}}=\left(1,0,1,1,0,2,0,2,1,1,2,1,2,2,2,2,3,\dotsc \right)} (Folge A000586 in OEIS).
Es ist also – etwa – {\displaystyle P^{d}(16)=3}, denn man hat ja die Gleichungen {\displaystyle 16=2+3+11=3+13=5+11}, wobei weitere Möglichkeiten, {\displaystyle 16} mit verschiedenen Primzahlen aufzusummieren offenbar nicht gegeben sind.
Darüber hinaus hat man Resultate über das asymptotische Verhalten der Zahlenfolge wie etwa das folgende, welches auf Klaus Friedrich Roth und George Szekeres zurückgeht:
{\displaystyle \ln \left(P^{d}(n)\right)=\pi \cdot {\sqrt {{\frac {2}{3}}\cdot {\frac {n}{\ln(n)}}}}\cdot \left(1+O\left({\frac {\ln(\ln(n))}{\ln(n)}}\right)\right)} .